# Alexandru Stoian
 (août 2025).
Alexandru Stoian, né le 15 décembre 2007 à Madrid en Espagne, est un footballeur roumain qui évolue au poste d'attaquant au Farul Constanța.

## Biographie

### En club
Né à Madrid en Espagne, Alexandru Stoian est formé en Roumanie par Școala de Fotbal Benfica București et le FC Academica Clinceni, pour ensuite commencer sa carrière au Farul Constanța. 
Il joue son premier match en professionnel le 28 octobre 2022, lors d'une rencontre de championnat face au FC U Craiova 1948. Il entre en jeu à la place d'Alexi Pitu et son équipe s'impose par deux buts à un. Il devient ainsi le deuxième plus jeune joueur de l'histoire de la première division roumaine derrière Nicolae Dobrin,, qui détient toujours le record avec son apparition en 1962 à 14 ans 10 mois et 5 jours.
Il remporte son premier titre en étant sacré champion de Roumanie lors de la saison 2022-2023, le Farul Constanța remportant le premier titre de son histoire,.

### En sélection
Alexandru Stoian représente l'équipe de Roumanie des moins de 16 ans. Il joue son premier match avec cette sélection le 5 août 2022 contre la Bulgarie et se fait remarquer en marquant son premier but ce jour-là (victoire 4-0 de la Roumanie).

## Palmarès
Farul Constanța
- Championnat de Roumanie (1) :
  - Champion : 2022-23.